# Eerste klasse 1940-41 (voetbal België)
Het seizoen 1940/41 van de Belgische Eerste Klasse ging van start in het najaar van 1940 en eindigde in de zomer van 1941. Wegens de Tweede Wereldoorlog was het een onofficiële competitie. Er namen 20 ploegen deel die in een eerste stadium in twee reeksen van 10 ploegen werden ingedeeld. Daarna speelden de acht beste ploegen volgens een knock-outsysteem verder. Winnaar werd K. Liersche SK.

## Samenstelling van de competitie
De twee reeksen van 10 ploegen werden gevormd door de 14 ploegen die de afgebroken competitie van het seizoen 1939/40 speelden, aangevuld met een aantal ploegen uit de lagere reeksen.

## Ere Afdeling A
|  |    |                             | P | W | G | V | +  | -  | DS  | Ptn |
|  | -- | --------------------------- | - | - | - | - | -- | -- | --- | --- |
|  | 1  | R. Beerschot AC             | 9 | 6 | 2 | 1 | 30 | 6  | 24  | 14  |
|  | 2  | R. Racing Club de Bruxelles | 9 | 6 | 2 | 1 | 20 | 17 | 3   | 14  |
|  | 3  | R. OC de Charleroi          | 9 | 6 | 2 | 1 | 24 | 10 | 14  | 14  |
|  | 4  | R. Tilleur FC               | 9 | 3 | 4 | 2 | 18 | 17 | 1   | 10  |
|  | 5  | R. Antwerp FC               | 9 | 4 | 2 | 3 | 20 | 16 | 4   | 10  |
|  | 6  | R. Standard Club Liège      | 9 | 4 | 0 | 5 | 25 | 19 | 6   | 8   |
|  | 7  | Daring Club de Bruxelles SR | 9 | 2 | 3 | 4 | 15 | 20 | -5  | 7   |
|  | 8  | Union Royale Saint-Gilloise | 9 | 3 | 1 | 5 | 18 | 28 | -10 | 7   |
|  | 9  | Stade Waremmien             | 9 | 1 | 2 | 6 | 19 | 33 | -14 | 4   |
|  | 10 | Beeringen FC                | 9 | 1 | 1 | 7 | 10 | 33 | -23 | 3   |

## Ere Afdeling B
|  |    |                    | P | W | G | V | +  | -  | DS  | Ptn |
|  | -- | ------------------ | - | - | - | - | -- | -- | --- | --- |
|  | 1  | R. White Star AC   | 9 | 6 | 1 | 2 | 29 | 20 | 9   | 13  |
|  | 2  | K. Liersche SK     | 9 | 6 | 0 | 3 | 23 | 14 | 9   | 12  |
|  | 3  | RFC Malinois       | 9 | 6 | 0 | 3 | 27 | 18 | 9   | 12  |
|  | 4  | K. Lyra            | 9 | 5 | 0 | 4 | 27 | 16 | 11  | 10  |
|  | 5  | ARA La Gantoise    | 9 | 5 | 0 | 4 | 14 | 13 | 1   | 10  |
|  | 6  | RSC Anderlechtois  | 9 | 4 | 1 | 4 | 22 | 19 | 3   | 9   |
|  | 7  | RCS Brugeois       | 9 | 4 | 1 | 4 | 17 | 21 | -4  | 9   |
|  | 8  | SC Eendracht Aalst | 9 | 3 | 0 | 6 | 16 | 25 | -9  | 6   |
|  | 9  | RFC Brugeois       | 9 | 2 | 1 | 6 | 15 | 23 | -8  | 5   |
|  | 10 | K. Boom FC         | 9 | 2 | 0 | 7 | 18 | 30 | -12 | 4   |

P: wedstrijden gespeeld, W: wedstrijden gewonnen, G: gelijke spelen, V: wedstrijden verloren, +: gescoorde doelpunten, -: doelpunten tegen, DS: doelsaldo, Ptn: totaal punten
K: kampioen, D: degradeert

## Kwartfinales
- 15 juni 1941 : R. Racing Club de Bruxelles - RFC Malinois : 4 – 0
- 22 juni 1941 : RFC Malinois - R. Racing Club de Bruxelles : 7 – 0

- 15 juni 1941 : R. Tilleur FC - R. White Star AC : 3 – 8
- 22 juni 1941 : R. White Star AC - R. Tilleur FC : 2 – 3

- 15 juni 1941 : K. Lyra - R. Beerschot AC: 0 – 1
- 22 juni 1941 : R. Beerschot AC - K. Lyra: 4 – 2

- 15 juni 1941 : R. OC de Charleroi - K. Liersche SK: 0 – 2
- 22 juni 1941 : K. Liersche SK - R. OC de Charleroi: 7 – 1

## Halve finales
- 29 juni 1941 : R. Beerschot AC - K. Liersche SK: 1 – 2
- 29 juni 1941 : RFC Malinois - R. White Star AC: 1 – 3

## Finale
Terrein: Royale Union Saint-Gilloise
- 6 juli 1941 : K. Liersche SK - R. White Star AC: 3 – 1

## Topschutter
| Scorer        | Goals | Team         |        |
| ------------- | ----- | ------------ | ------ |
| Bert De Cleyn | 19    | RFC Malinois | België |

1895/96 · 1896/97 · 1897/98 · 1898/99 · 1899/00 · 1900/01 · 1901/02 · 1902/03 · 1903/04 · 1904/05 · 1905/06 · 1906/07 · 1907/08 · 1908/09 · 1909/10 · 1910/11 · 1911/12 · 1912/13 · 1913/14 · 1914/15 · 1915/16 · 1916/17 · 1917/18 · 1918/19 · 
1919/20 · 1920/21 · 1921/22 · 1922/23 · 1923/24 · 1924/25 · 1925/26 · 1926/27 · 1927/28 · 1928/29 · 1929/30 · 1930/31 · 1931/32 · 1932/33 · 1933/34 · 1934/35 · 1935/36 · 1936/37 · 1937/38 · 1938/39 · 1939/40 · 1940/41 · 1941/42 · 1942/43 · 1943/44 · 1944/45 · 1945/46 · 1946/47 · 1947/48 · 1948/49 · 1949/50 · 1950/51 · 1951/52 · 1952/53 · 1953/54 · 1954/55 · 1955/56 · 1956/57 · 1957/58 · 1958/59 · 1959/60 · 1960/61 · 1961/62 · 1962/63 · 1963/64 · 1964/65 · 1965/66 · 1966/67 · 1967/68 · 1968/69 · 1969/70 · 1970/71 · 1971/72 · 1972/73 · 1973/74 · 1974/75 · 1975/76 · 1976/77 · 1977/78 · 1978/79 · 1979/80 · 1980/81 · 1981/82 · 1982/83 · 1983/84 · 1984/85 · 1985/86 · 1986/87 · 1987/88 · 1988/89 · 1989/90 · 1990/91 · 1991/92 · 1992/93 · 1993/94 · 1994/95 · 1995/96 · 1996/97 · 1997/98 · 1998/99 · 1999/00 · 2000/01 · 2001/02 · 2002/03 · 2003/04 · 2004/05 · 2005/06 · 2006/07 · 2007/08 · 2008/09 · 2009/10 · 2010/11 · 2011/12 · 2012/13 · 2013/14 · 2014/15 · 2015/16 · 2016/17 · 2017/18 · 2018/19 · 2019/20 · 2020/21· 2021/22 · 2022/23 · 2023/24 · 2024/25